# قومية عراقية
القَومِيَّةُ العِرَاقِيَّةُ (بالسومريَّة:𒆠𒌵𒈨، وبالسُريانيَّة: ܐܘܡܬܐ ܕܥܝܪܐܩ، وبالكُرديَّة: ناسیۆنالیزمی عێراقی) هي قوميَّة تُروِّج أن لِلعراقيين رُوحًا ثقافيَّة واحدةً انصهرت فيها العناصر الثقافيَّة والتاريخيَّة للعراق في بوتقةٍ مُوحَّدةٍ لتتبلور القوميَّة العراقيَّة، وكان لها بالغُ الأثر في قيام الدولة العراقيَّة الحديثة
يُعتبر العراق أو بلاد الَّرافدين مهدًا للحضارة البشريَّة وموطنًا لأقدم الحضارات وأوائل الإمبراطوريَّات وأكبرها وأعمقها تأثيرًا كالسومريَّة والأكديَّة والآشوريَّة والبابليَّة والممالك العربيَّة ومن ثُمَّ الدولة الإسلاميَّة والدولة العباسيَّة والممالك الحمدانيَّة والعُقيليَّة والمزيديَّة والجلائريَّة والمُنتفق ثُمَّ المملكة العراقيَّة وختامًا بِجُمهوريَّة العراق ومن ذلكُمُ التَّاريخ الطَّويل الزَّاخر تبلورت الثقافة العراقيَّة الفريدة عميقة الجُذُور ويتجلَّى هذا الأثر العميق علميًا وأدبيًا وسياسيًا.
هناك مغايران بارزان. ينظر مغاير واحد أمة عراقية كتضمين شعب عربي وكردي كما يساوي الناس الذين مرتبطون بتراث نهريني، هذه وجهة النظر روّجت لها من قبل عبد الكريم قاسم، والذي كان من أصل عربي كردي مختلط. إنّ المغاير الثاني قومية ثنائية تدمج القومية العراقية بجانب القومية العربية، ذلك يدعم قومية عراقية للأمور التي تتضمّن العراق وقومية عربية للقضايا التي تتضمّن العرب ككل، اعتقد الرئيس العراقي السابق صدام حسين بأنّ اعتراف بأصول العراقيين النهرينية القديمة وتراث العرب العراقيين كان مكمّل لدعم القومية العربية، وقد تضمن النظام البعثي في العراق وضع القائد صلاح الدين الأيوبي الذي هَزم الصليبيين كبطل قومي للعراقيين، من أبرز المنظرين الحاليين للقومية العراقية هو المؤرخ سليم مطر.

## معرض صور

علم العراق من 1991 إلى 2004، العلم المستخدم أثناء نظام البعث وصدام حسين الذي اعتنق القومية العربية.
علم العراق (1959-1963) يحمل رمز نجمة عشتار الآشورية البابلية القديمة باللون الأحمر خلف الشمس الصفراء الكردية.
علم العراق من 1924 إلى 1959. ويستخدم ألوان العائلة المالكة الهاشمية (التي أصبحت أيضًا رمزًا للقومية العربية)، ويرمز النجمان إلى العرقين الرئيسيين في العراق، العرب والأكراد.
شعار العراق (1959-1965)، يستخدم مزيجاً من نجمة عشتار والشمش لتمثيل تراث بلاد ما بين النهرين القديم.

## حواشٍ
1. ↑  ويُراد بها كُل مُكوِّنات العراق من عرب وكُرد وتُركمان وسُريان وكلدان وشبك وغيرهم من المُكوِّنات.
2. ↑  الممالك العربيَّة التي قامت في العراق قُبيل الفتح الإسلامي وهي كُل من مملكة الحضر ومملكة المناذرة ومملكة ميسان.
3. ↑  ويُراد بها حُكُومة الإمام علي بن أبي طالب  وكانت عاصمتُهُ مدينة الكوفة في العراق.